# Населення Республіки Конго
Населення Республіки Конго. Чисельність населення країни 2015 року становила 4,755 млн осіб (125-те місце у світі). Оцінка кількості населення цієї держави враховує ефекти зайвої смертності через захворювання на СНІД. Чисельність конголезців стабільно збільшується, народжуваність 2015 року становила 35,85 ‰ (20-те місце у світі), смертність — 10 ‰ (45-те місце у світі), природний приріст — 2 % (50-те місце у світі) . 

## Природний рух

### Відтворення
Народжуваність у Республіці Конго, станом на 2015 рік, дорівнює 35,85 ‰ (20-те місце у світі). Коефіцієнт потенційної народжуваності 2015 року становив 4,68 дитини на одну жінку (22-ге місце у світі). Рівень застосування контрацепції 44,7 % (станом на 2012 рік). Середній вік матері при народженні першої дитини становив 19,7 року, медіанний вік для жінок — 20—24 року (оцінка на 2012 рік).
Смертність в Республіці Конго 2015 року становила 10 ‰ (45-те місце у світі).
Природний приріст населення в країні 2015 року становив 2 % (50-те місце у світі).

### Вікова структура

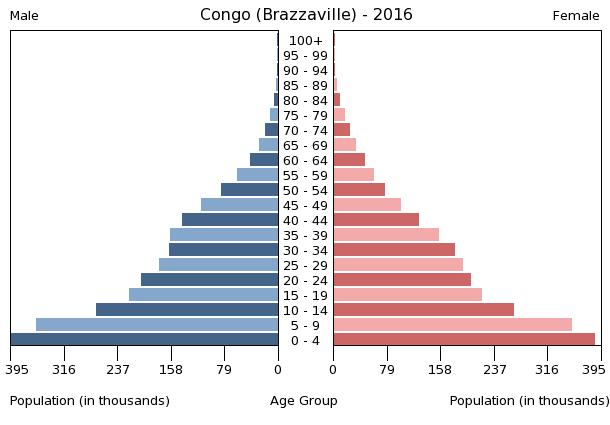
Віково-статева піраміда населення Республіки Конго, 2016 рік

Середній вік населення Республіки Конго становить 19,7 року (191-ше місце у світі): для чоловіків — 19,6, для жінок — 19,9 року. Очікувана середня тривалість життя 2015 року становила 58,79 року (200-те місце у світі), для чоловіків — 57,64 року, для жінок — 59,98 року.
Вікова структура населення Конго, станом на 2015 рік, мала такий вигляд:
- діти віком до 14 років — 41,33 % (991 327 чоловіків, 973 745 жінок);
- молодь віком 15—24 роки — 17,48 % (415 282 чоловіки, 415 817 жінок);
- дорослі віком 25—54 роки — 34,12 % (819 204 чоловіки, 803 061 жінка);
- особи передпохилого віку (55—64 роки) — 4,08 % (95 755 чоловіків, 98 295 жінок);
- особи похилого віку (65 років і старіші) — 3 % (62 332 чоловіки, 80 278 жінок)[1].

## Розселення
Густота населення країни 2015 року становила 13,5 особи/км² (217-те місце у світі).

### Урбанізація
Республіка Конго високоурбанізована країна. Рівень урбанізованості становить 65,4 % населення країни (станом на 2015 рік), темпи зростання частки міського населення — 3,22 % (оцінка тренду за 2010—2015 роки).
Головні міста держави: Браззавіль (столиця) — 1,888 млн осіб, Пуент-Нуар — 969,0 тис. осіб (дані за 2015 рік).

### Міграції
Річний рівень еміграції 2015 року становив 5,9 ‰ (197-ме місце у світі). Цей показник не враховує різниці між законними і незаконними мігрантами, між біженцями, трудовими мігрантами та іншими.

#### Біженці й вимушені переселенці
Станом на 2016 рік, у країні постійно перебуває 8,55 тис. біженців з Руанди, 28,6 тис. з Центральноафриканської Республіки, 12,29 тис. з Демократичної Республіки Конго. У той самий час у країні, станом на 2015 рік, налічується 7,8 тис. внутрішньо переміщених осіб через громадянську війну 1992 року.
Республіка Конго є членом Міжнародної організації з міграції (IOM).

## Расово-етнічний склад
| Етнічний склад (2015 рік) | Етнічний склад (2015 рік) | Етнічний склад (2015 рік) | Етнічний склад (2015 рік) | Етнічний склад (2015 рік) |
| ------------------------- | ------------------------- | ------------------------- | ------------------------- | ------------------------- |
| Етнос:                    |                           |                           | Відсоток:                 |                           |
| конго                     | конго                     |                           | 48%                       | 48%                       |
| санга                     | санга                     |                           | 20%                       | 20%                       |
| мбочі                     | мбочі                     |                           | 12%                       | 12%                       |
| теке                      | теке                      |                           | 17%                       | 17%                       |
| європейці та інші         | європейці та інші         |                           | 3%                        | 3%                        |

Головні етноси країни: конго — 48 %, санга — 20 %, мбочі — 12 %, теке — 17 %, європейці та інші — 3 % населення.

## Мови
| Мови Республіки Конго (2015 рік) | Мови Республіки Конго (2015 рік) | Мови Республіки Конго (2015 рік) | Мови Республіки Конго (2015 рік) | Мови Республіки Конго (2015 рік) |
| -------------------------------- | -------------------------------- | -------------------------------- | -------------------------------- | -------------------------------- |
| Мова:                            |                                  |                                  | Відсоток:                        |                                  |
| французька                       | французька                       |                                  | %                                | %                                |
| лінгала                          | лінгала                          |                                  | %                                | %                                |
| монокутуба                       | монокутуба                       |                                  | %                                | %                                |
| кіконго                          | кіконго                          |                                  | %                                | %                                |

Офіційна мова: французька. Інші поширені мови: лінгала і монокутуба — лінгва франка, кіконго та інші.

## Релігії
| Релігії в Республіці Конго (2009 рік) | Релігії в Республіці Конго (2009 рік) | Релігії в Республіці Конго (2009 рік) | Релігії в Республіці Конго (2009 рік) | Релігії в Республіці Конго (2009 рік) |
| ------------------------------------- | ------------------------------------- | ------------------------------------- | ------------------------------------- | ------------------------------------- |
| Віросповідання:                       |                                       |                                       | Відсоток:                             |                                       |
| католики                              | католики                              |                                       | 33.1%                                 | 33.1%                                 |
| протестанти                           | протестанти                           |                                       | 19.9%                                 | 19.9%                                 |
| християни                             | християни                             |                                       | 22.3%                                 | 22.3%                                 |
| мусульмани                            | мусульмани                            |                                       | 1.6%                                  | 1.6%                                  |
| кімбангісти                           | кімбангісти                           |                                       | 1.5%                                  | 1.5%                                  |
| інші                                  | інші                                  |                                       | 8.1%                                  | 8.1%                                  |
| атеїсти                               | атеїсти                               |                                       | 11.3%                                 | 11.3%                                 |

Головні релігії й вірування, які сповідує, і конфесії та церковні організації, до яких відносить себе населення країни: римо-католицтво — 33,1 %, протестантизм — 19,9 %, салютизм — 2,2 %, інші течії християнства — 22,3 %, іслам — 1,6 %, кімбангізм — 1,5 %, інші — 8,1 %, не сповідують жодної — 11,3 % (станом на 2010 рік).

## Освіта
Рівень письменності 2015 року становив 79,3 % дорослого населення (віком від 15 років): 86,4 % — серед чоловіків, 72,9 % — серед жінок.
Державні витрати на освіту становлять 6,2 % ВВП країни, станом на 2010 рік (39-те місце у світі). Середня тривалість освіти становить 11 років, для хлопців — до 11 років, для дівчат — до 11 років (станом на 2012 рік).

## Охорона здоров'я
Забезпеченість лікарями в країні на рівні 0,1 лікаря на 1000 мешканців (станом на 2007 рік). Загальні витрати на охорону здоров'я 2014 року становили 5,2 % ВВП країни (179-те місце у світі).
Смертність немовлят до 1 року, станом на 2015 рік, становила 57,92 ‰ (24-те місце у світі); хлопчиків — 62,97 ‰, дівчаток — 52,71 ‰. Рівень материнської смертності 2015 року становив 442 випадків на 100 тис. народжень (16-те місце у світі).
Республіка Конго входить до складу ряду міжнародних організацій: Міжнародного руху (ICRM) і Міжнародної федерації товариств Червоного Хреста і Червоного Півмісяця (IFRCS), Дитячого фонду ООН (UNISEF), Всесвітньої організації охорони здоров'я (WHO).

### Захворювання
Потенційний рівень зараження інфекційними хворобами в країні дуже високий. Найпоширеніші інфекційні захворювання: діарея, гепатит А, черевний тиф, малярія, гарячка денге, сказ, шистосомози (станом на 2016 рік).
2014 року було зареєстровано 80,7 тис. хворих на СНІД (46-те місце у світі), це 2,75 % населення в репродуктивному віці 15—49 років (22-ге місце у світі). Смертність 2014 року від цієї хвороби становила 4,4 тис. осіб (34-те місце у світі).
Частка дорослого населення з високим індексом маси тіла 2014 року становила 9,7 % (163-тє місце у світі); частка дітей віком до 5 років зі зниженою масою тіла становила 12,3 % (оцінка на 2015 рік). Ця статистика показує як власне стан харчування, так і наявну/гіпотетичну поширеність різних захворювань.

### Санітарія
Доступ до облаштованих джерел питної води 2015 року мало 95,8 % населення в містах і 40 % в сільській місцевості; загалом 76,5 % населення країни. Відсоток забезпеченості населення доступом до облаштованого водовідведення (каналізація, септик): в містах — 20 %, в сільській місцевості — 5,6 %, загалом по країні — 15 % (станом на 2015 рік). Споживання прісної води, станом на 2005 рік, дорівнює 0,05 км³ на рік, або 13,99 тонни на одного мешканця на рік: з яких 69 % припадає на побутові, 26 % — на промислові, 4 % — на сільськогосподарські потреби.

## Соціально-економічне становище
Співвідношення осіб, що в економічному плані залежать від інших, до осіб працездатного віку (15—64 роки) загалом становить 86,2 % (станом на 2015 рік): частка дітей — 79,4 %; частка осіб похилого віку — 6,8 %, або 14,7 потенційно працездатного на 1 пенсіонера. Загалом ці показники характеризують рівень потреби державної допомоги в секторах освіти, охорони здоров'я і пенсійного забезпечення, відповідно. За межею бідності 2011 року перебувало 46,5 % населення країни. Розподіл доходів домогосподарств у країні має такий вигляд: нижній дециль — 2,1 %, верхній дециль — 37,1 % (станом на 2005 рік).
Станом на 2013 рік, у країні 2,6 млн осіб не має доступу до електромереж; 42 % населення має доступ, у містах цей показник дорівнює 62 %, у сільській місцевості — 5 %. Рівень проникнення інтернет-технологій надзвичайно низький. Станом на липень 2015 року в країні налічувалось 362 тис. унікальних інтернет-користувачів (171-ше місце у світі), що становило 7,6 % загальної кількості населення країни.

### Трудові ресурси
Загальні трудові ресурси 2013 року становили 1,807 млн осіб (124-те місце у світі). 252,17 тис. дітей у віці від 5 до 14 років (25 % загальної кількості) 2005 року були залучені до дитячої праці. Безробіття 2012 року дорівнювало 53 % працездатного населення (202-ге місце у світі).

## Кримінал

### Торгівля людьми
Згідно зі щорічною доповіддю про торгівлю людьми (англ. Trafficking in Persons Report) Управління з моніторингу та боротьби з торгівлею людьми Державного департаменту США, уряд Республіки Конго докладає значних зусиль у боротьбі з явищем примусової праці, сексуальної експлуатації, незаконною торгівлею внутрішніми органами, але законодавство відповідає мінімальним вимогам американського закону 2000 року щодо захисту жертв (англ. Trafficking Victims Protection Act's) не повною мірою, країна перебуває у списку другого рівня.

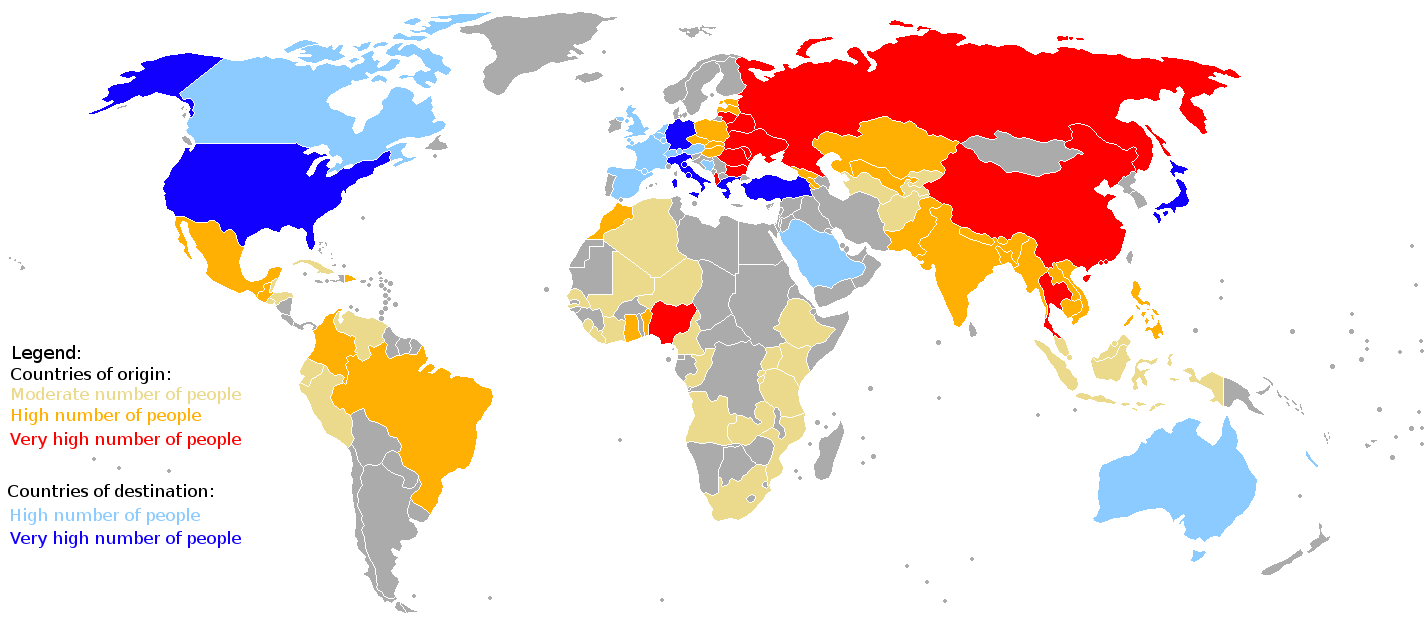
Країни-донори (червоний) і країни-реципієнти кримінальних потоків  (англ.)
Глобальна боротьба з торгівлею людьми (англ.)

## Гендерний стан
Статеве співвідношення (оцінка 2015 року):
- при народженні — 1,03 особи чоловічої статі на 1 особу жіночої;
- у віці до 14 років — 1,02 особи чоловічої статі на 1 особу жіночої;
- у віці 15—24 років — 1 особи чоловічої статі на 1 особу жіночої;
- у віці 25—54 років — 1,02 особи чоловічої статі на 1 особу жіночої;
- у віці 55—64 років — 0,97 особи чоловічої статі на 1 особу жіночої;
- у віці старше за 64 роки — 0,78 особи чоловічої статі на 1 особу жіночої;
- загалом — 1,01 особи чоловічої статі на 1 особу жіночої[1].

## Демографічні дослідження
Демографічні дослідження в країні ведуться рядом державних і наукових установ:

### Українською
- Атлас. 10-11 клас. Економічна і соціальна географія світу / упорядники :  О. Я. Скуратович, Н. І. Чанцева. — К. : ДНВП «Картографія», 2010. — ISBN 978-966-475-639-3.
- Атлас світу / голов. ред. І. С. Руденко ; зав. ред. В. В. Радченко ; відп. ред. О. В. Вакуленко. — К. : ДНВП «Картографія», 2005. — 336 с. — ISBN 9666315467.
- Безуглий В. В. Економічна і соціальна географія зарубіжних країн : Навчальний посібник. — К. : ВЦ «Академія», 2007. — 704 с. — ISBN 978-966-580-239-6.
- Безуглий В. В., Козинець С. В. Регіональна економічна і соціальна географія світу : Навчальний посібник. — видання 2-ге, доп., перероб. — К. : ВЦ «Академія», 2007. — 688 с. — ISBN 966-580-144-9.
- Головченко В. І., Кравчук О. Країнознавство: Азія, Африка, Латинська Америка, Австралія і Океанія. — К., 2006. — 335 с. — ISBN 966-8939-04-2.
- Гудзеляк І. І. Географія населення: Навчальний посібник / І. Гудзеляк. — Л. : Видавничий центр ЛНУ імені Івана Франка, 2008. — 232 с. — ISBN 978-966-613-599-8.
- Дахно І. І. Країни світу: Енциклопедичний довідник / І. І. Дахно, С. М. Тимофієв. — К. : Мапа, 2011. — 606 с. — (Бібліотека нового українця) — ISBN 978-966-8804-23-6.
- Дахно І. І. Економічна географія зарубіжних країн : навчальний посібник. — К. : Центр учбової літератури, 2014. — 319 с. — ISBN 978-611-01-0682-5.
- Джаман В. О. Регіональні системи розселення: демографічні аспекти. — Чернівці : Рута, 2003. — 392 с. — ISBN 9665685988.
- Дорошенко Л. С. Демографія: Навчальний посібник. — К. : МАУП, 2005. — 112 с. — ISBN 966-608-442-2.
- Дубович І. А. Країнознавчий словник-довідник. — 5-те вид., перероб. і доп. — К. : Знання, 2008. — 839 с. — ISBN 978-966-346-330-8.
- Економічна і соціальна географія країн світу. Навчальний посібник / За ред. Кузика С. П. — Л. : Світ, 2002. — 672 с. — ISBN 966-603-178-7.
- Загальна медична географія світу / В. О. Шевченко [та ін.] — К. : [б.в.], 1998. — 178 с.
- Книш М. М., Мамчур О. І. Регіональна економічна і соціальна географія світу (Латинська Америка та Карибські країни, Африка, Азія, Океанія) : навч. посіб. — Л. : ЛНУ ім. Івана Франка, 2013. — 368 с. — ISBN 978-617-10-0007-0.
- Крисаченко В. С. Динаміка населення: Популяційні, етнічні та глобальні виміри. — К. : Видавництво Національного інституту стратегічних досліджень, 2005. — 368 с. — ISBN 966-554-083-1.
- Любіцева О. О., Мезенцев К. В., Павлов С. В. Географія релігій. — К. : АртЕК, 1999. — 504 с. — ISBN 966-505-006-0.
- Масляк П. О. Країнознавство. — К. : Знання, 2007. — 292 с. — (Вища освіта XXI століття)
- Масляк П. О., Дахно І. І. Економічна і соціальна географія світу / П. О. Масляк, І. І. Дахно ; за ред. П. О. Масляка. — К. : Вежа, 2003. — 280 с. — ISBN 966-7091-53-8.

### Російською
- (рос.) Конго // Демографический энциклопедический словарь / главн. ред. Валентей Д. И. — М. : Советская энциклопедия, 1985. — 608 с.
- (рос.) Конго // Африка: энциклопедический справочник [в 2-х тт.] / гл. ред. А. А. Громыко. — М. : Советская энциклопедия, 1986. — Т. 1. — 672 с.
- (рос.) Конго // Страны и народы. Африка. Западная и Центральная Африка / Редкол. : М. Б. Горнунг, Г. Б. Старушенко (отв. ред.) и др. — М. : «Мысль», 1979. — 301 с. — (Страны и народы) — 180 тис. прим.
- (рос.) Атлас народов мира / Отв. ред. С. И. Брук и В. С. Апенченко. — М. : ГУГК ГГК СССР и Институт этнографии им. Н. Н. Миклухо-Маклая АН СССР, 1964. — 185 с. — 20 тис. прим.
- (рос.) Численность и расселение народов мира. Этнографические очерки / под ред. С. И. Брука. — М. : Издательство АН СССР, 1962. — 487 с.
- (рос.) Лаппо Г. М. География городов: Учебное пособие для географических факультетов вузов. — М. : Туманит, изд. центр ВЛАДОС, 1997. — 476 с. — ISBN 5-691-00047-0.
- (рос.) Ягельский А. География населения. — М. : Прогресс, 1980. — 383 с.